# Guz Abrikosowa

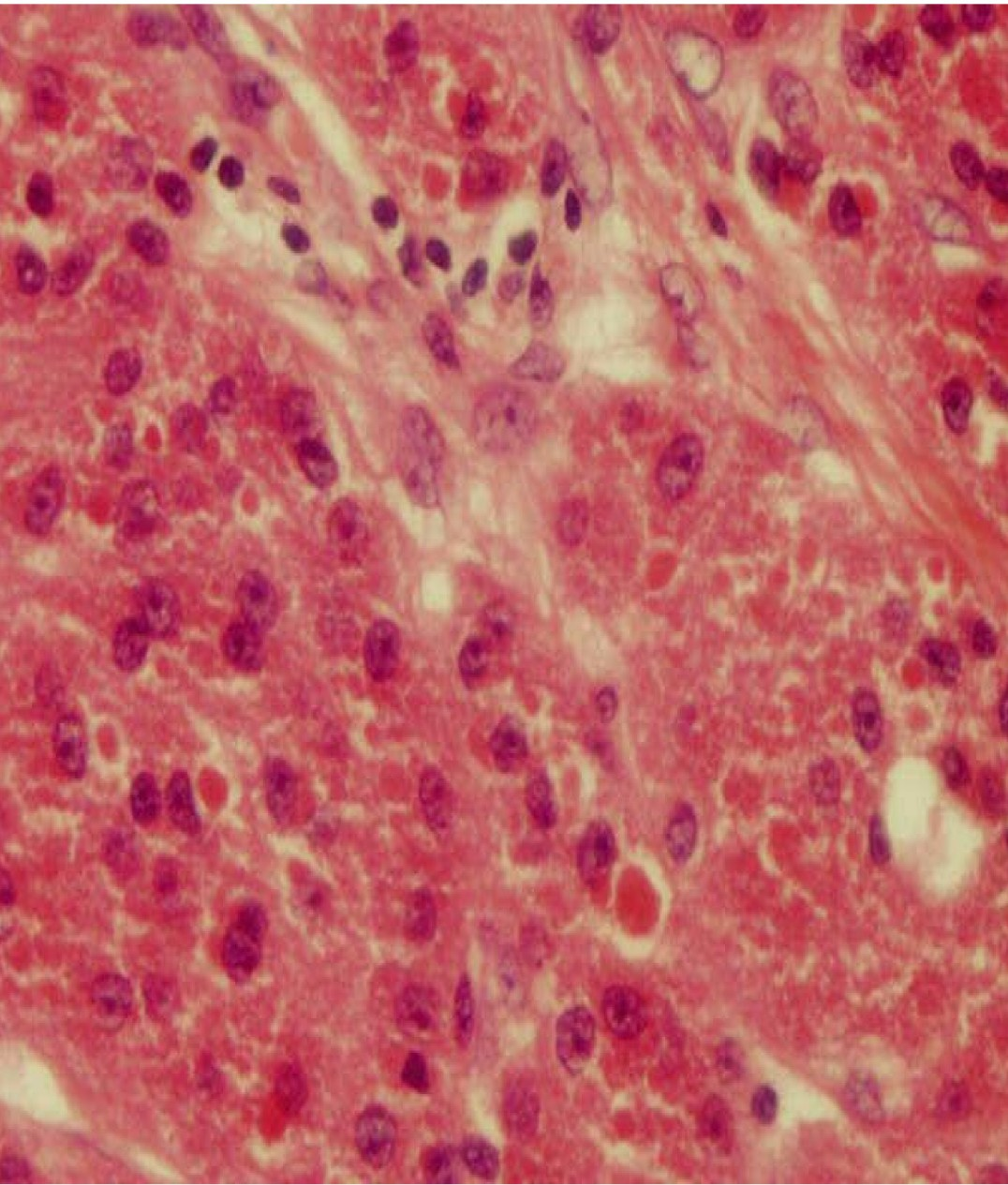
Obraz histologiczny guza ziarnistokomórkowego pod dużym powiększeniem

Guz Abrikosowa, guz ziarnistokomórkowy (ang. granular cell myoblastoma, granular cell tumor, granular cell schwannoma, Abrikosoff tumor) – rzadki nowotwór o niejasnej etiologii, być może wywodzący się z osłonek nerwów. Charakterystyczna jest ekspresja genu p53. Występuje najczęściej w 4. i 5. dekadzie życia, częściej u kobiet. Najczęstsza lokalizacja to tkanki miękkie, skóra i śluzówki górnych dróg oddechowych i przewodu pokarmowego; w 40% znajduje się w przedniej części języka, druga najczęstsza lokalizacja to krtań (10%). W 10–25% przypadków guz jest mnogi. Makroskopowo przybiera postać szarego, różowego lub żółtawego guzka średnicy najczęściej do 2 cm. Zwykle występuje pojedynczo. Najczęściej jest zmianą o charakterze łagodnym. Około 2% przypadków może przyjmować postać złośliwą, dając przerzuty do płuc i kości. Leczeniem z wyboru jest całkowita resekcja zmiany. Złośliwe postacie są wrażliwe na radioterapię. Postać łagodna nie jest promienioczuła. 
Guz został opisany przez rosyjskiego patologa Aleksieja Abrikosowa.

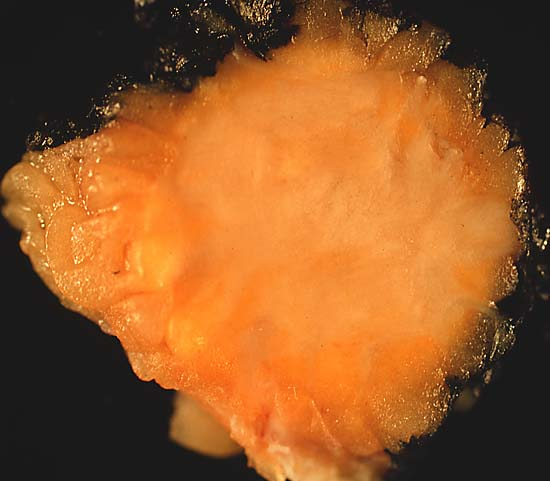
Guz ziarnistokomórkowy usunięty ze ściany brzucha

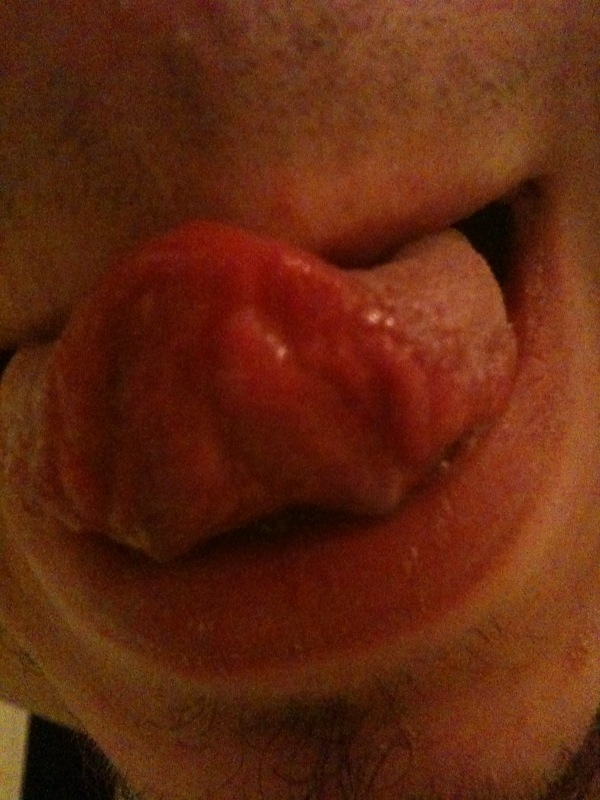
Guz ziarnistokomórkowy języka